# (34233) Caldwell
2000 QD95 (asteroide 34233) é um asteroide da cintura principal. Possui uma excentricidade de 0.05763870 e uma inclinação de 5.48531º.
Este asteroide foi descoberto no dia 26 de agosto de 2000 por LINEAR em Socorro.